# Fuerza de Misiles del Ejército Popular de Liberación
La Fuerza de Misiles del Ejército Popular de Liberación (中国人民解放军火箭军 o PLARF por sus siglas en inglés) (antiguamente Segundo Cuerpo de Artillería, 第二炮兵部队 o SAC por sus siglas en inglés) es la fuerza de misiles estratégicos con base en tierra de la República Popular China. La PLARF es la principal unidad del Ejército Popular de Liberación que controla los misiles estratégicos nucleares y convencionales de China. Se estima que el arsenal nuclear chino posee entre 100 y 400 cabezas atómicas.
La Fuerza de Misiles está compuesta por seis brigadas de misiles balísticos atendidas por 90.000-120.000 hombres aproximadamente. Éstas se hallan independientemente desplegadas en diferentes regiones militares. Entre sus medios se cuentan misiles balísticos intercontinentales con ojivas nucleares de los tipos DF-4, DF-5, DF-31 y, desde 2017, los DF-41 altamente avanzados. Adicionalmente, dispone de otros misiles balísticos con alcance corto (DF-11, DF-15, etc.), medio (DF-16, DF-21) e intermedio (DF-26), así como misiles de crucero del tipo CJ-10. Algunos de estos misiles pueden estar equipados en el presente o en un futuro inmediato con deslizadores hipersónicos del tipo DF-ZF.
El Segundo Cuerpo de Artillería fue creado el 1 de julio de 1966 e hizo su primera aparición pública el 1 de octubre de 1984. El 1 de enero de 2016 pasó a denominarse Fuerza de Misiles del Ejército Popular de Liberación. Sus cuarteles generales están localizados en el subdistrito de Quinhe (Pekín.) Desde 2017 su comandante es el teniente general Zhou Yaning.